# 八事日赤駅
八事日赤駅（やごとにっせきえき）は、愛知県名古屋市昭和区山手通3丁目にある、名古屋市営地下鉄名城線の駅である。駅番号はM19。アクセントカラーは朱色。
日本赤十字社愛知医療センター名古屋第二病院（八事日赤）や南山大学名古屋キャンパスに隣接しており、病院利用者や学生の利用者が多い。

## 歴史
- 2004年（平成16年）10月6日：開業。
- 2020年（令和2年）
  - 12月13日：2番線で可動式ホーム柵使用開始[2]。
  - 12月20日：1番線で可動式ホーム柵使用開始[2]。

## 駅構造
相対式2面2線ホームを持つ地下駅。名古屋第二病院に隣接しているのでバリアフリー設備が充実しており、一部の改札口は、車椅子でもスムーズに通れるよう、間隔が広くなっている。ただしホームは階段・エスカレータ・エレベーターに阻まれるため狭く、注意書きもある。
2番出口（病院側）には通常より大きいエレベーターが2台設置してある。1番出口にはエスカレータが設置。出口にクリニックビルが隣接する（1F：内科 / 耳鼻咽喉科　2F：整形外科/内科　3F：鍼灸院　4F：歯科 / 心療内科）。
駅の入り口が丘陵地の途中にあるため、コンコースまでの距離がかなり長い。
当駅は、名城線南部駅務区金山管区駅が管轄している。

### のりば
| ホーム | 路線   | 方向   | 行先             |
| ------ | ------ | ------ | ---------------- |
| 1      | 名城線 | 左回り | 本山・大曽根方面 |
| 2      | 名城線 | 右回り | 八事・新瑞橋方面 |

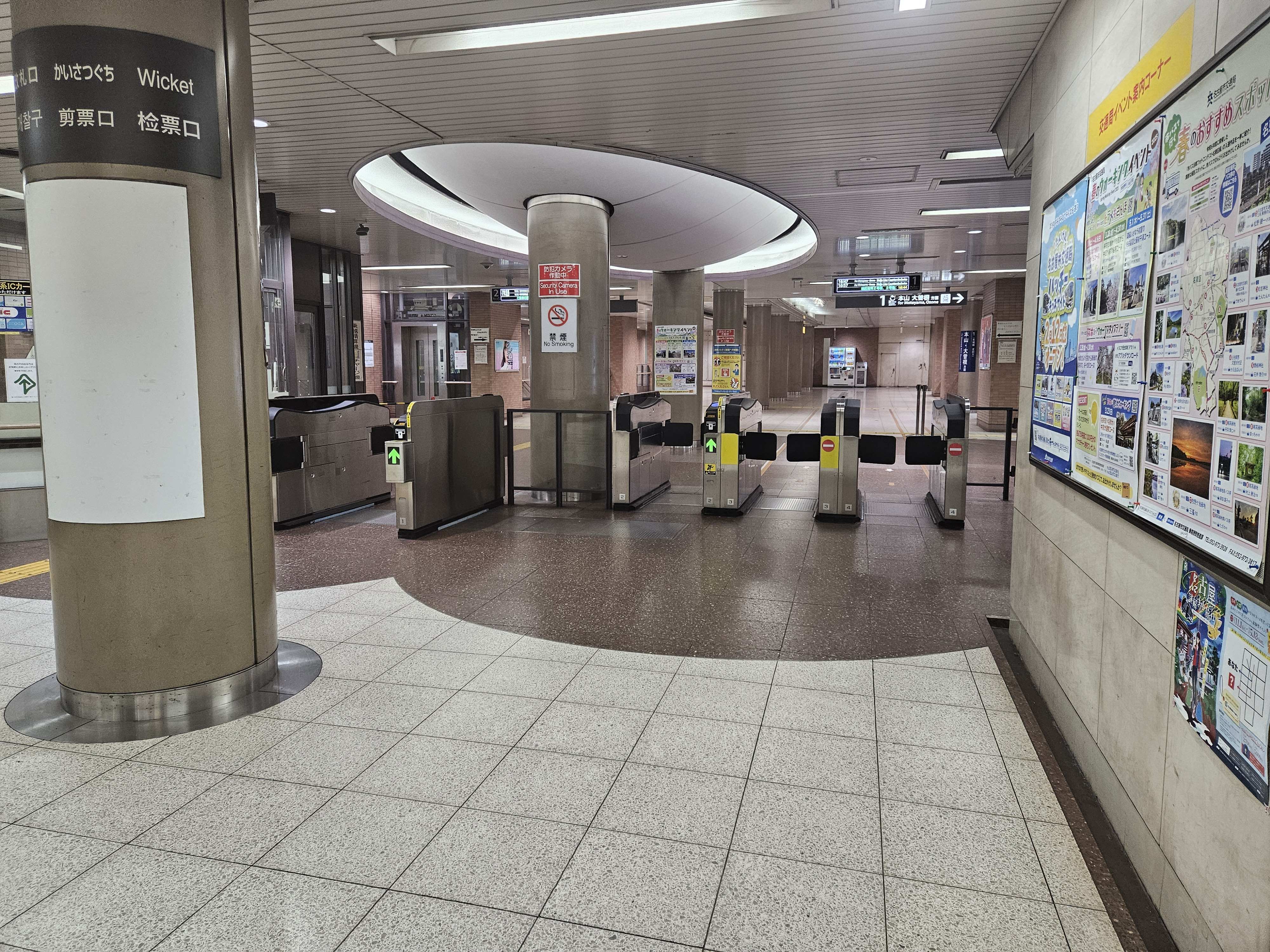
改札口（2025年5月）
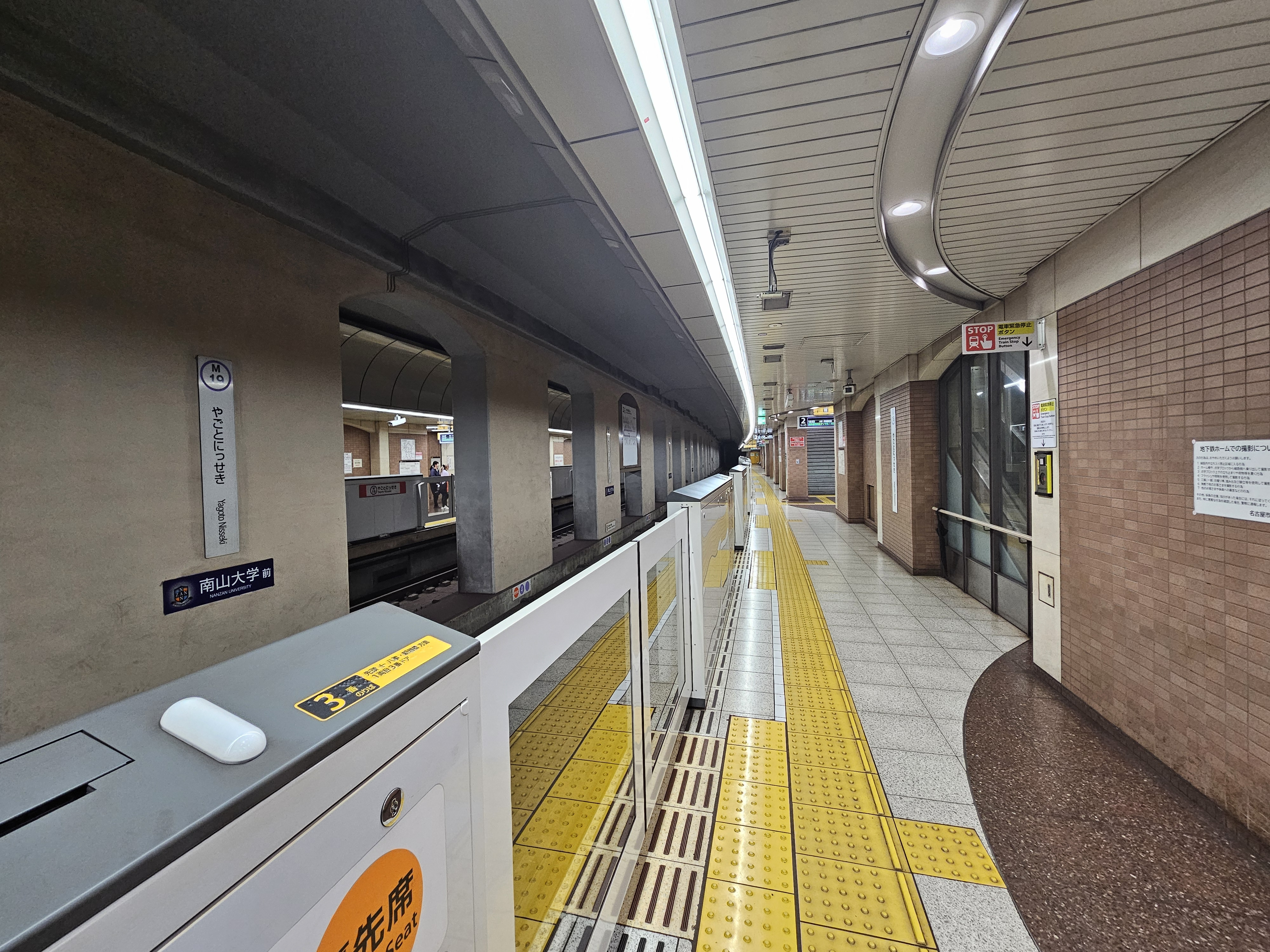
プラットホーム（2025年5月）

## 利用状況
名古屋市統計年鑑によると、当駅の一日平均乗車人員は以下の通り推移している。
- 2004年度　3,633人
- 2005年度　4,662人
- 2006年度　5,314人
- 2007年度　5,522人
- 2008年度　5,526人
- 2009年度　5,537人
- 2010年度　5,738人
- 2011年度　5,865人
- 2012年度　6,117人
- 2013年度　6,243人
- 2014年度　6,326人
- 2015年度　6,994人
- 2016年度　7,134人
- 2017年度　7,219人
- 2018年度　7,036人
- 2019年度　6,921人

## 駅周辺
八事丘陵と呼ばれる丘陵地にある。概ね、北から南に向かって下り坂になっており、当駅は坂の途中に位置している。東側はあまり開発されておらず、山林が残っている。
- 日本赤十字社愛知医療センター名古屋第二病院（八事日赤）
  - ミニストップ 名古屋第二赤十字病院店
- 日興山手通ビル （通称）メディカルステーション八事山手通 - 1番出口すぐ
- 中部日本自動車学校
- 東山タワー（中京テレビ旧本社敷地内の鉄塔。東山公園内のタワー（東山スカイタワー）とは別のもの）
- フィール ステージ八事（中京テレビ旧本社跡）
- 正福寺
- バロー ショッピングセンター滝川店
- 名古屋山手通郵便局
- 名古屋市立滝川小学校
- 南山大学 名古屋キャンパス
- 中京大学 法学部キャンパス
- 山手グリーンロード（この下を地下鉄名城線が通る）

## バス路線
名古屋市営バス：「八事日赤病院」バス停
- 栄18：栄～八事日赤病院～妙見町
- 金山12：金山～市立大学病院～八事日赤病院～妙見町
- 星丘13：星ヶ丘～八事日赤病院～杁中
- 八事11
  - 妙見町～八事日赤病院～平針住宅・島田住宅
  - 名古屋大学～八事日赤病院～島田住宅
- 昭和巡回：名古屋大学～八事日赤病院～御器所通～金山～鶴舞公園前～御器所通
- 猪・名：猪高車庫～八事日赤病院～妙見町

一部の停留所は駅からやや北に離れた、八事日赤病院北交差点付近に位置する。

## 隣の駅
名古屋市営地下鉄
 名城線
名古屋大学駅 (M18) - 八事日赤駅 (M19) - 八事駅 (M20)